# Wapishana
Wapishana, ook: Wapichana of Uapixana, is een inheems volk, dat woonachtig is in Guyana en de Braziliaanse deelstaat Roraima. Ze behoren tot de Arowakken en bevinden zich voornamelijk rond de Takutu en de Rupununi. Ze spreken Wapishana, een Arawaktaal, en Portugees en/of Engels. Er zijn ongeveer 9.441 Wapishana in Brazilië (2014), 6.000 in Guyana (1990) en 37 in Venezuela (2011).

## Geschiedenis
In de 18e eeuw woonden de Wapishana langs de Rio Branco, maar werden door de Portugese kolonisten aangevallen en tot slaaf gemaakt. Het volk verhuisde naar de Rio Negro, en deel trok later door naar de Rupununi in Guyana. De Wapishana kwamen tijdens de migratie in contact met de inheemse Macushi en leefden vaak in dezelfde dorpen.
Gedurende de 19e eeuw werden de graslanden aan de Rupununi en de Rio Branco gekoloniseerd door respectievelijk Groot-Brittannië en Brazilië, hetgeen betekende dat de Wapishana hun land kwijtraakten. Een groot deel van de bevolking werd vervolgens landarbeider op de boerderijen of vaqueros (cowboy) op ranches. In het begin van de 20e eeuw was er een grootschalige migratie naar Guyana, maar vanaf de jaren 1970 begon een migratie in omgekeerde richting.
In de jaren 1980 werden de Braziliaanse gebieden gedemarkeerd en in reservaten opgericht, maar het territorium van de Wapishana werd in stukken gesneden. Het volk is verdeeld over 21 gebieden waarvan 15 gedeeld worden met de Macushi. In Guyana kunnen inheemse dorpen worden erkend, en hebben het recht op een lokaal bestuur, maar de toewijzing van een grondgebied duurt vaak vele jaren.

## Taal
De Wapishana spreken Wapishana, een Arawaktaal, en Portugees of Engels. Ongeveer 80% van de bevolking spreekt de nationale taal, en omdat er veel grensoverschrijdend contact is, kunnen velen zowel Portugees als Engels spreken. Het aantal sprekers van Wapishana wordt geschat op 15.000.

## Locatie

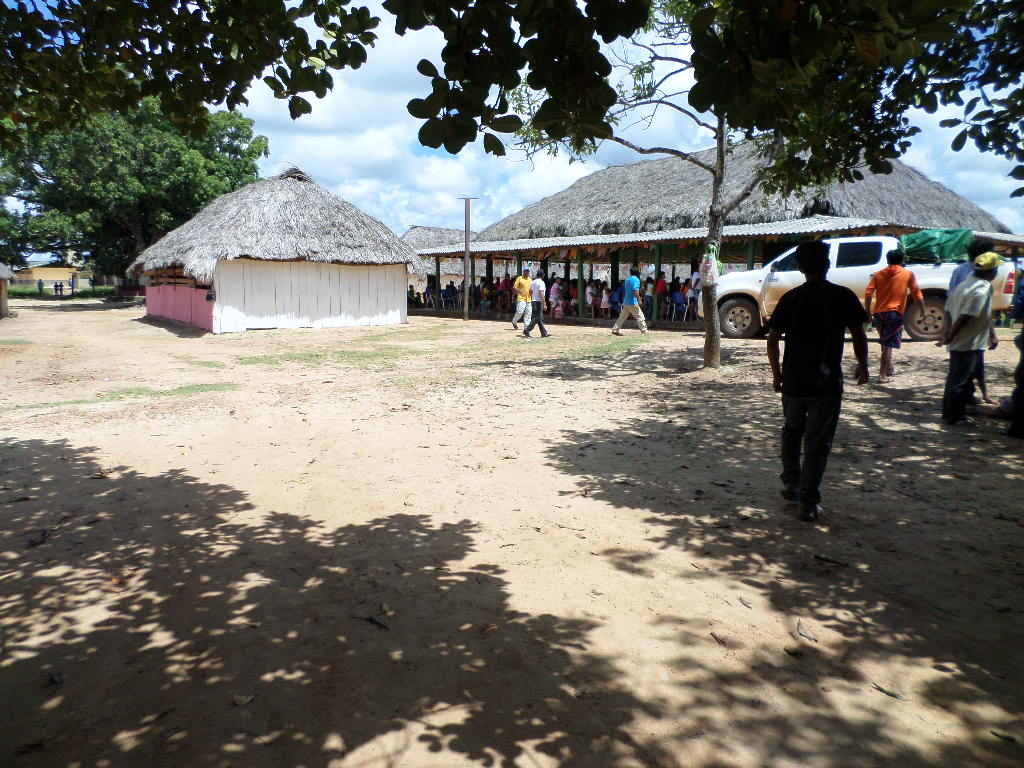
Het dorp Jacamim in de gemeente Bonfim, Roraima

De Wapishana van Guyana wonen voornamelijk in de regio Upper Takutu-Upper Essequibo in het zuiden. In Brazilië wonen de Wapishana in het noordoosten van Roraima in de gemeenten Bonfim, Cantá, Uiramutã en Normandia (Roraima). Een kleine groep bevindt zich in het oosten van Roraima.
- Library of Congress Control Number: sh85145107
- Nationale Bibliotheek van Israël: 987007548851805171

Akawaio · Arecuna · Arowakken (Lokono) · Karaïben (Kari’na) · Macushi · Patamona · Waiwai · Wapishana · Warau

Mawayana · Taruma · Trio